# Jordanne Whiley
Jordanne Joyce Whiley (Birmingham, 11 juni 1992) is een rolstoeltennisspeelster uit Engeland. Whiley begon met tennis toen zij drie jaar oud was. Zij speelt rechtshandig. In juli 2015 werd zij de nummer één van de wereldranglijst in het dubbelspel. In datzelfde jaar ontving zij een MBE-onderscheiding. In juni 2016 bereikte zij haar hoogste positie in het enkelspel: de derde plaats.

## Medische voorgeschiedenis
Whiley heeft de brozebottenziekte. Haar vader Keith, die dezelfde ziekte heeft, nam deel aan de Paralympische spelen van 1984 in New York – op de 100 meter L3 won hij een bronzen medaille.

## Loopbaan

### 2005 – 2010
Whiley debuteerde in maart 2005, op twaalfjarige leeftijd, op het volwassenentoernooi van Sunderland (Engeland), waar zij in het enkelspel haar eerste partij won. Op het toernooi van Cardiff (Wales) van 2006 won zij de titel zowel in het enkel- als in het dubbelspel. Op veertienjarige leeftijd (2006) werd zij de jongste nationaal kampioene in het enkelspel. In 2008 won zij voor het eerst een enkelspeltoernooi buiten het Verenigd Koninkrijk, in Sion (Zwitserland), waarvoor zij het, bij rolstoeltennis ongewoon grote, aantal van vijf achtereenvolgende partijen in evenveel dagen won. Twee maanden later won zij beide disciplines in Amphion-Publier (Frankrijk), waarbij zij haar dubbelspelpartner, de Spaanse Lola Ochoa Ribes, in de enkelspelfinale versloeg. Later dat jaar nam zij deel aan de Paralympische spelen in Peking, zowel in het enkelspel als in het dubbelspel (met landgenote Lucy Shuker aan haar zijde). Op het toernooi van Nottingham van 2010, waar zij beide titels won, versloeg zij in het enkelspel twee top tien-speelsters.

### 2011 – 2013
In 2011 nam Whiley voor het eerst deel aan een grandslamtoernooi, op het Australian Open, in beide disciplines. Op Wimbledon 2012 bereikte zij voor het eerst een grandslamfinale, in het dubbelspel samen met Lucy Shuker. Later dat jaar nam zij deel aan de Paralympische spelen in Londen, waar zij in het enkelspel in de eerste ronde strandde, maar in het dubbelspel samen met Shuker de bronzen medaille won. In 2013 won zij beide titels op verscheidene toernooien, waaronder die in Preston (Engeland), Sunderland (Engeland), Tel Aviv (Israël), Atlanta (GA, VS), Seoel (Zuid-Korea) en Hilton Head Island (SC, VS).
Voornoemd toernooi in Seoel markeert het begin van haar vruchtbare samenwerking met de Japanse Yui Kamiji, met wie zij aldaar de dubbelspeltitel won, maar die zij tevens versloeg in de enkelspelfinale. Op Wimbledon 2013, het eerste grandslamtoernooi waaraan zij als koppel deelnamen, bereikten zij meteen de finale. Op de eindejaarskampioenschappen van 2013, de ITF Wheelchair Doubles Masters in Mission Viejo (CA, VS) won zij met Kamiji de dubbelspeltitel.

### 2014
In januari won Whiley op het dubbelspel van het Australian Open haar eerste grandslamtitel, samen met de Japanse Yui Kamiji. In feite behaalde zij in dit jaar een grand slam in het dubbelspel, want zij won ook de titel op Roland Garros, Wimbledon en het US Open (alle met Kamiji). Op het eindejaarskampioenschap UNIQLO Wheelchair Doubles Masters in Mission Viejo (CA, VS) verlengde dit koppel hun kampioenstitel.

### 2015 – 2017
Deze periode bracht Whiley vijf grandslamtitels in het dubbelspel (alle met de Japanse Yui Kamiji), en één in het enkelspel, op het US Open 2015 waar zij in de halve finale de Nederlandse Aniek van Koot en in de finale haar dubbelspelpartner Kamiji versloeg. In juli 2015 bereikte zij in het dubbelspel de eerste positie op de wereldranglijst. In juni 2016 bereikte zij haar hoogste positie in het enkelspel, de derde plek. Op de Paralympische Zomerspelen in Rio de Janeiro bereikte Whiley in het enkelspel de kwartfinale, die zij verloor van de Nederlandse Diede de Groot – in het dubbelspel won zij de bronzen medaille, samen met Lucy Shuker. Toen Whiley en Kamiji in 2017 voor de vierde achtereenvolgende keer de dubbelspeltitel van Wimbledon wonnen, was Whiley elf weken zwanger – met haar partner Marc McCarroll (tevens haar coach) was zij al vijf jaar samen. Daarna heeft zij anderhalf jaar niet aan toernooien deelgenomen. In januari 2018 werd zij moeder van een jongen.

### 2019
Sinds februari speelt Whiley weer. Op haar eerste toernooi, het Wrexham Indoor Wheelchair Tennis Tournament, won zij meteen beide titels, in enkel- en dubbelspel (samen met Dana Mathewson). Bij haar eerste grandslamdeelname, op Wimbledon 2019, verloor zij in de eerste ronde van haar dubbelspelmaatje Yui Kamiji uit Japan – ook in het dubbelspel strandde zij in de eerste ronde.

### 2020, 2021
Op het Australian Open won Whiley haar tiende grandslamtitel, ook deze samen met de Japanse Yui Kamiji. In september won zij, weer met Kamiji, het US Open. Een maand later bereikte zij met Kamiji op Roland Garros de finale, die zij in de match-tiebreak verloren van het Nederlandse duo Diede de Groot en Aniek van Koot.
Op Roland Garros 2021 bereikte Whiley de dubbelspelfinale, weer met Kamiji – ook hier verloren zij de eindstrijd van De Groot en Van Koot. Op Wimbledon won zij met Kamiji de dubbelspeltitel – in de finale versloegen zij Kgothatso Montjane (Zuid-Afrika) en Lucy Shuker (VK). Op de Paralympische spelen in Tokio won zij de bronzen medaille – voor het eerst in de tennishistorie van de Paralympische spelen won het Verenigd Koninkrijk een medaille in het vrouwenenkelspel. Op het dubbelspel won zij zelfs een zilveren medaille, samen met Lucy Shuker.
In november 2021 nam Whiley afscheid van het professionele tennis.

## Resultaten grandslamtoernooien
| Legenda | Legenda                          |
| ------- | -------------------------------- |
| g.t.    | geen toernooi gehouden           |
| l.c.    | lagere categorie                 |
| –       | niet deelgenomen                 |
| G       | uitgeschakeld in de groepsfase   |
| 1R      | uitgeschakeld in de eerste ronde |
| 2R      | uitgeschakeld in de tweede ronde |
| 3R      | uitgeschakeld in de derde ronde  |
| 4R      | uitgeschakeld in de vierde ronde |
| KF      | uitgeschakeld in de kwartfinale  |
| HF      | uitgeschakeld in de halve finale |
| F       | de finale verloren               |
| W       | het toernooi gewonnen            |
| w-v     | winst/verlies-balans             |

### Enkelspel
- De kwartfinale is doorgaans de eerste ronde.

| Australian Open | KF   | –    | HF   | KF   | KF   | –  | –  | KF   | –  |
| Roland Garros   | KF   | –    | KF   | KF   | HF   | KF | –  | KF   | KF |
| Wimbledon       | g.t. | g.t. | g.t. | g.t. | HF   | KF | KF | g.t. | HF |
| US Open         | –    | KF   | KF   | W    | g.t. | –  | –  | KF   | HF |

### Dubbelspel
- De halve finale is doorgaans de eerste ronde.

| toernooi        | 2011 | 2012 | 2013 | 2014 | 2015 | 2016 | 2017 |    | 2019 | 2020 | 2021 |
| --------------- | ---- | ---- | ---- | ---- | ---- | ---- | ---- | -- | ---- | ---- | ---- |
| Australian Open | HF   | –    | –    | W    | W    | HF   | –    | –  | W    | –    |      |
| Roland Garros   | HF   | –    | –    | W    | F    | W    | HF   | –  | F    | F    |      |
| Wimbledon       | HF   | F    | F    | W    | W    | W    | W    | HF | g.t. | W    |      |
| US Open         | –    | –    | HF   | W    | HF   | g.t. | –    | –  | W    | F    |      |